# Distrikt Vilque
Der Distrikt Vilque liegt in der Provinz Puno in der Region Puno im Süden Perus. Der Distrikt besitzt eine Fläche von 195 km². Beim Zensus 2017 wurden 2996 Einwohner gezählt. Im Jahr 1993 lag die Einwohnerzahl bei 3101, im Jahr 2007 bei 3123. Sitz der Distriktverwaltung ist die 3860 m hoch gelegene Ortschaft Vilque mit 918 Einwohnern (Stand 2017). Vilque befindet sich 26 km westnordwestlich der Regions- und Provinzhauptstadt Puno.

## Geographische Lage
Der Distrikt Vilque liegt im Westen der Provinz Puno. Er liegt am Westufer des Sees Lago Umayo. Das Areal liegt im Einzugsgebiet des Titicacasees.
Der Distrikt Vilque grenzt im Westen an den Distrikt Mañazo , im Nordwesten an den Distrikt Cabana (Provinz San Román), im Nordosten an den Distrikt Atuncolla sowie im Osten und im Süden an den Distrikt Tiquillaca.